# Thorvald Steen

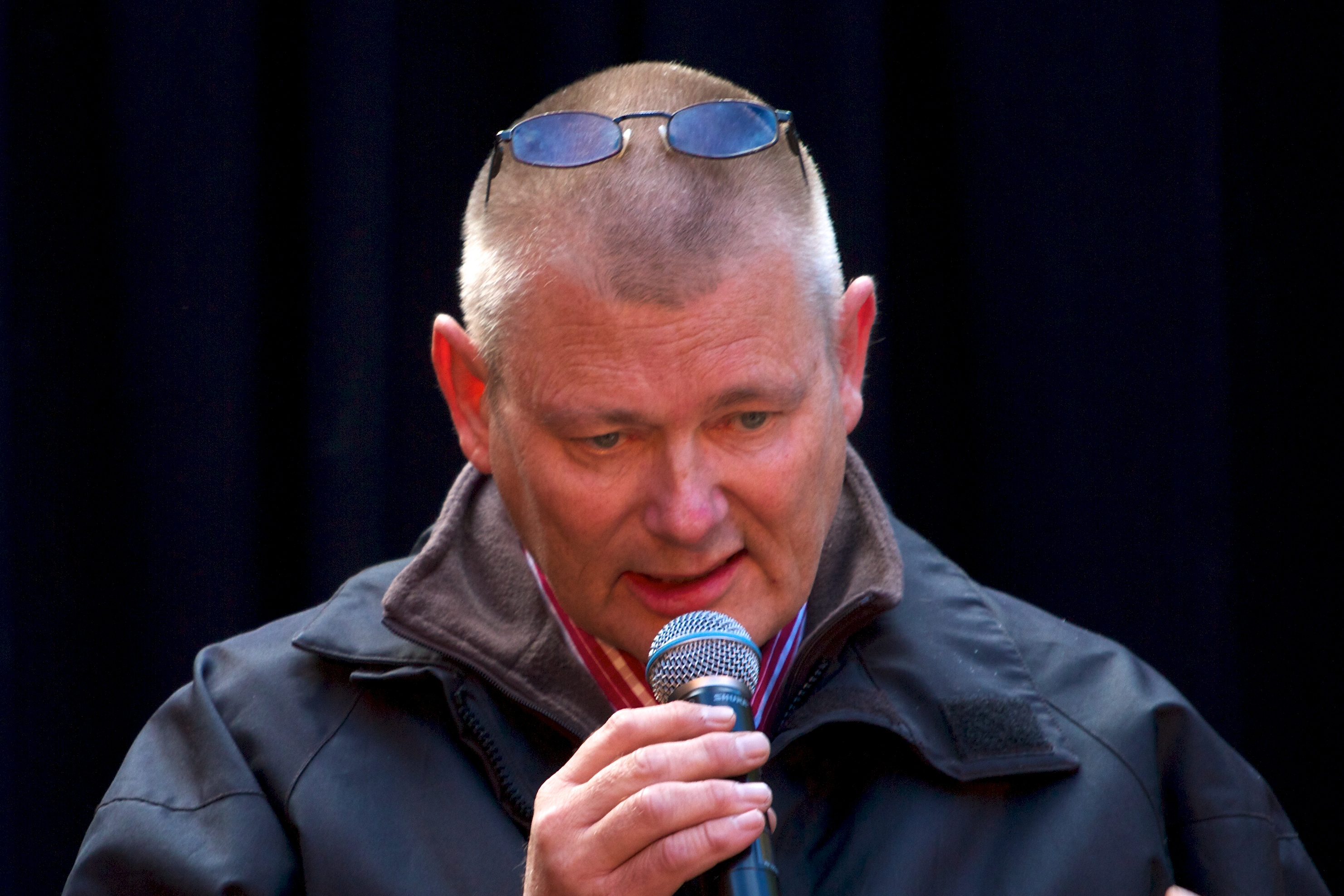
Thorvald Steen (2010)

Thorvald Steen (* 9. Januar 1954 in Oslo) ist ein norwegischer Schriftsteller.

## Biografisches
Thorvald Steen studierte Geschichte und Philosophie. Sein literarisches Debüt erfolgte 1983 mit einem Gedichtband. In der Folge veröffentlichte er eine Reihe von Romanen, Theaterstücken, Gedichten und Kurzgeschichten.  Mit seinem Gedichtzyklus Ilden erreichte er 1992 in Norwegen seinen Durchbruch. Kurz danach kam seine internationale Anerkennung mit den Romanen Don Carlos (1993) und Giovanni (1995). Von 1991 bis 1997 war Steen Präsident des norwegischen Schriftstellerverbandes. 1993 erhielt er das Stipendium des Gyldendal Norsk Verlags und 2001 den Doblougpreis für sein Gesamtwerk. Seit 2003 ist Steen Vorstandsmitglied des norwegischen P.E.N. Er ist verheiratet, hat zwei Kinder und lebt in Oslo.

## Werk
Thorvald Steens Werk ist in mehr als zwanzig Sprachen übersetzt worden und umfasst Gedichte, Theaterstücke, Kinderbücher, Erzählungen, Essays und Romane. Darunter vier historische Romane, zwei über Charles Darwin (Don Carlos, Giovanni) und über die letzten Tage des 1241 ermordeten isländischen Edda-Verfassers Snorri Sturluson (Den lille hesten), für die er 2006 die Comenius Medaille der Universität Bratislava erhielt. Seinen Roman Kamelskyer, der auch ins Deutsche übersetzt wurde (Kamelwolken), wurde 2007 von der türkischen Zeitung Bir Gun zum Roman des Jahres gewählt.

## Werke (Auswahl)
- Konstantinopel, Dornach, 2004, ISBN 3-85636-156-1
- Kamelwolken, Dornach, 2005, ISBN 978-3-85636-163-1
- Det lengste sveve, 2008
- Løvehjerte, 2010
- Ørkenstormer, 2010